# Anhydrophryne rattrayi
Anhydrophryne rattrayi је водоземац из реда жаба (Anura) и фамилије Pyxicephalidae. 

## Угроженост
Ова врста се сматра угроженом.

## Распрострањење
Ареал врсте је ограничен на једну државу. 
Јужноафричка Република је једино познато природно станиште врсте.

## Станиште
Станишта врсте су шуме, травна вегетација и мочварна и плавна подручја изнад 1100 метара надморске висине.